# Paolo Caronni
Paolo Caronni (Monza, 12 marzo 1779 – Milano, 3 marzo 1842) è stato un incisore italiano.

## Biografia
Nato a Monza, entrò alla Scuola d'incisione dell'Accademia di Brera di Milano.
Sotto la guida di Giuseppe Longhi ne divenne uno dei migliori allievi, particolarmente apprezzato per la freschezza e la forza del segno.
Si dedicò soprattutto alla riproduzione su rame dei dipinti dei maggiori artisti della pittura italiana rinascimentale.
Morì a Milano all'età di 62 anni.

## Opere principali

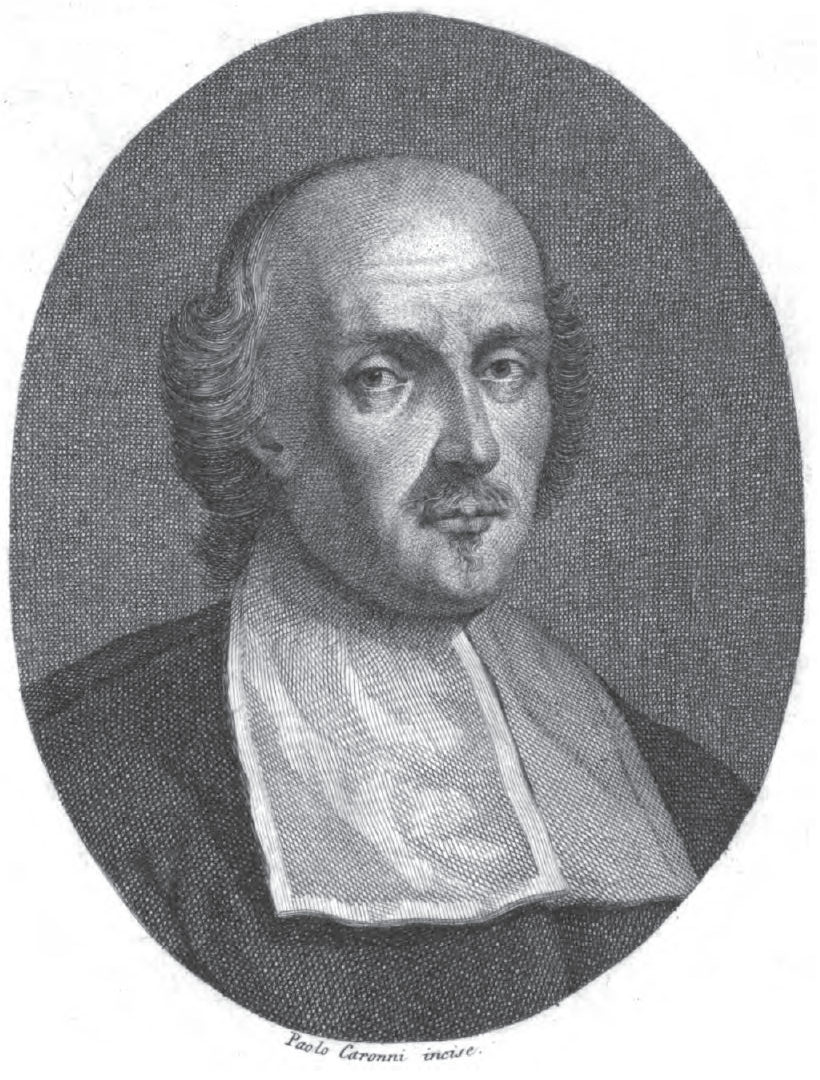
Paolo Caronni, Ritratto di Carlo Roberto Dati (1806)

- Ritratto di Galileo Galilei (1808)
- Venere che allatta Cupido, dal Parmigianino (1810)
- Venere che ruba l'arco a Cupido, da Procaccini
- Ritratto di Luigi XIV (1817)
- Alessandro e Dario, da Charles Le Brun  (1818)
- Ritratto di Gaetano Filangieri (1820)
- Visione di Ezechiele, da Raffaello  (1835)
- Ritratto di Raffaello Morghen (1838)
- La Vergine col Bambino, dal Sassoferrato
- L'adorazione del vitello d'oro, da Poussin
- Il trionfo di Davide, dal Domenichino
- Il ratto di Europa